# 大原佐予子
大原 佐予子（おおはら さよこ、1966年12月13日 - ）はファッションブランド「燐 Rin」のデザイナー。

## 略歴
- 1987年 3月　九州造形短期大学卒業
- 1997年 4月　（有）戀塚弘設計事務所入社。以後　二級建築士免許習得、住宅建築設計デザインにかかわる。
- 1990年 7月　CUTiE（宝島社）インディーズコンテスト　グランプリ受賞。
- 1995年 9月　「貝殻の標本～死装束の展覧会」（東京　文芸坐ル・ピリエ）企画デザイン。
- 1997年 9月　演劇「アミナダブ」（劇団阿彌／脚本　岡村洋次郎 - ウェイバックマシン（2007年9月4日アーカイブ分）／演出　観世栄夫）において衣装制作。
- 1998年 1月　演劇「夏休み」（扇町ミュージアムスクエアプロデュース／脚本　内藤裕敏／演出　いのうえひでのり）において衣装制作。
- 1999年 6月　「ファッションコラボレート・BIRTH」（福岡西鉄ホールプロデュース）帽子デザイナー、田中重子氏とのコラボレート・ファッションショーに洋服パタンナーとして参加。
- 1999年 6月　ファッションブランド「燐～Rin」創設。（有）戀塚弘設計事務所退社。
- 1999年10月　セバウンファミリーパリ　プロデュース「TO KNOW」（福岡リバレイン）に参加。クリストファー・ネメスと共演。
- 1999年10月　「FASHION　LIVE99」（新宿CLUB CORD）メイクサロン　アトリエレザンとのコラボレートショー参加。
- 1999年12月　貝殻の標本がNHKドキュメントにっぽんにおいて「旅立ちはドレスで」というドキュメンタリー番組となり、多大な反響を得る。
- 2000年 4月　「ファッションコネクション　シンガポール―アジアンコレクション」（シンガポール　チャイム教会）に参加。
- 2000年12月　「燐」初のアトリエショップを開催。以後季節ごとにギャラリーにて発表を継続。
- 2002年 9月　東京で燐ショップスタート。以後年2回の発表を継続。
- 2002年10月　熊本市現代美術館　オープンにあたり開催された「ATITUDE2002」にて「貝殻の標本」を展示。
- 2006年 8月　ロサンゼルスのセレクトショップ「Jeannie Y」にて、燐を展開。
- 2007年 8月　ロサンゼルス「Jeannie Y」主催。トランクショー参加。
- 2008年 7月　京都で燐ショップスタート。